# NGC 4500
NGC 4500 este o galaxie spirală situată în constelația Ursa Mare. A fost descoperită în 1789 de către William Herschel. Se află la o distanță de 34,51 de megaparseci de Pământ.